# Castro peña del Hombre

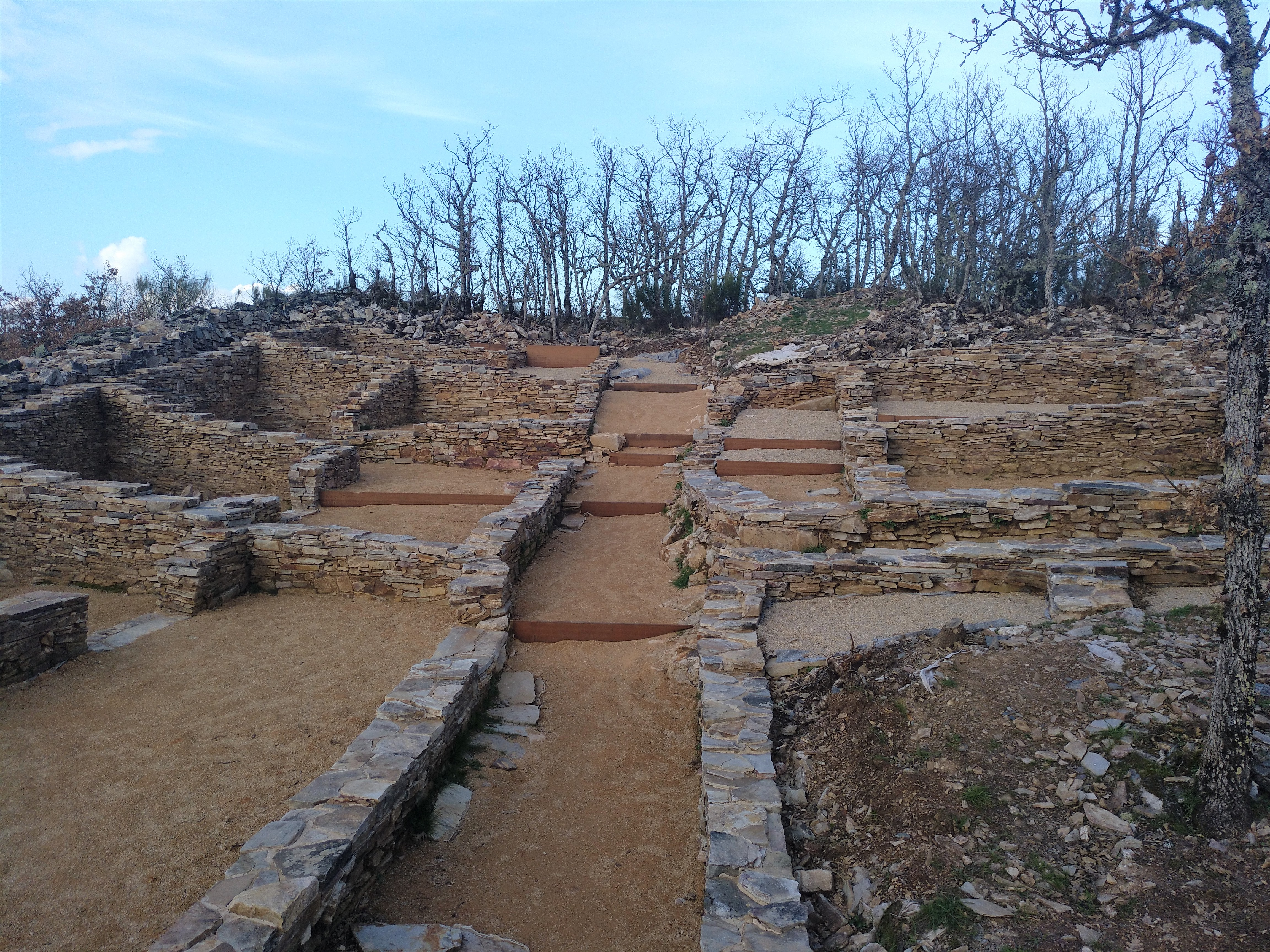
Vista del Castro Peña del Hombre

Castro Peña del Hombre o Castillo de Paradela es un asentamiento fortificado típico prerromano situado en Paradela de Muces, pedanía perteneciente al municipio de Priaranza del Bierzo en la comarca del Bierzo, provincia de León, al noroeste de la península ibérica, situado a 1147 m s. n. m. de altitud.
Su construcción puede situarse entre el 200 y 400 a. C. La extensión del castro es aproximadamente 7000 metros cuadrados.

## Fundación celta
La ocupación prerromana del Castro ha sido comprobada a través de los hallazgos arqueológicos, habiéndose encontrado estructuras circulares de piedra. En dicha pedanía también se encontró una espada de lengua de carpa incrustada en una roca que pudo ser fabricada a finales de la edad de bronce.

## Estructura del poblado
Se pueden diferenciar dos grandes áreas: el conjunto defensivo y el interior del castro.
El conjunto defensivo del castro está compuesto por un foso, muralla defensiva de 3 metros de ancho y restos de una torre circular de gran altura. 
El interior del castro, se pueden constatar viviendas circulares.

## Actualidad
- Las zonas con excavaciones arqueológicas no llegan al 1 % del total de su extensión que está cubierta por un hermoso bosque de robles.

- Anterior a la pequeña excavación en el interior, el castro fue estudiado de manera muy aproximativa por Julio Vidal Encinas[3] y Pablo Rodríguez González[4] estableciendo provisionalmente, una filiación romana,[5] asociado con la red hidráulica cercana de abastecimiento a la gran mina de Las Médulas.

- El castro fue datado por un equipo de arqueólogos de la Junta de Castilla y León en febrero de 2012,[6][7] encabezado por Jesús Courel. En dicha visita dataron el castro y el canal romano que pasa por dicha jurisdicción.